# Valmondois
Valmondois és un municipi francès, situat al departament de Val-d'Oise i a la regió de Illa de França. L'any 2007 tenia 1.236 habitants.
Forma part del cantó de Saint-Ouen-l'Aumône, del districte de Pontoise i de la Comunitat de comunes Sausseron Impressionnistes.

## Demografia

### Població
El 2007 la població de fet de Valmondois era de 1.236 persones. Hi havia 476 famílies, de les quals 115 eren unipersonals (36 homes vivint sols i 79 dones vivint soles), 131 parelles sense fills, 194 parelles amb fills i 36 famílies monoparentals amb fills.
La població ha evolucionat segons el següent gràfic:
Habitants censats

### Habitatges
El 2007 hi havia 550 habitatges, 484 eren l'habitatge principal de la família, 47 eren segones residències i 19 estaven desocupats. 471 eren cases i 78 eren apartaments. Dels 484 habitatges principals, 403 estaven ocupats pels seus propietaris, 65 estaven llogats i ocupats pels llogaters i 15 estaven cedits a títol gratuït; 19 tenien una cambra, 42 en tenien dues, 67 en tenien tres, 95 en tenien quatre i 261 en tenien cinc o més. 387 habitatges disposaven pel capbaix d'una plaça de pàrquing. A 216 habitatges hi havia un automòbil i a 222 n'hi havia dos o més.

### Piràmide de població
La piràmide de població per edats i sexe el 2009 era:
| Homes | Edats   | Dones |
| ----- | ------- | ----- |
| 0     | 95 o +  | 0     |
| 0     | 90 a 94 | 4     |
| 0     | 85 a 89 | 8     |
| 4     | 80 a 84 | 16    |
| 4     | 75 a 79 | 20    |
| 12    | 70 a 74 | 24    |
| 32    | 65 a 69 | 20    |
| 28    | 60 a 64 | 40    |
| 16    | 55 a 59 | 20    |
| 68    | 50 a 54 | 40    |
| 72    | 45 a 49 | 44    |
| 32    | 40 a 44 | 84    |
| 36    | 35 a 39 | 44    |
| 52    | 30 a 34 | 40    |
| 29    | 25 a 29 | 28    |
| 16    | 20 a 24 | 40    |
| 60    | 15 a 19 | 44    |
| 36    | 10 a 14 | 32    |
| 44    | 5 a 9   | 36    |
| 40    | 0 a 4   | 28    |

## Economia
El 2007 la població en edat de treballar era de 861 persones, 651 eren actives i 210 eren inactives. De les 651 persones actives 598 estaven ocupades (332 homes i 266 dones) i 53 estaven aturades (26 homes i 27 dones). De les 210 persones inactives 56 estaven jubilades, 84 estaven estudiant i 70 estaven classificades com a «altres inactius».

### Ingressos
El 2009 a Valmondois hi havia 499 unitats fiscals que integraven 1.258 persones, la mediana anual d'ingressos fiscals per persona era de 26.571 €.

### Activitats econòmiques
Dels 59 establiments que hi havia el 2007, 2 eren d'empreses extractives, 1 d'una empresa alimentària, 5 d'empreses de fabricació d'altres productes industrials, 11 d'empreses de construcció, 7 d'empreses de comerç i reparació d'automòbils, 3 d'empreses de transport, 4 d'empreses d'hostatgeria i restauració, 5 d'empreses d'informació i comunicació, 2 d'empreses immobiliàries, 13 d'empreses de serveis, 4 d'entitats de l'administració pública i 2 d'empreses classificades com a «altres activitats de serveis».
Dels 17 establiments de servei als particulars que hi havia el 2009, 2 eren tallers de reparació d'automòbils i de material agrícola, 3 paletes, 1 guixaire pintor, 3 lampisteries, 2 electricistes, 2 empreses de construcció, 1 perruqueria, 2 restaurants i 1 agència immobiliària.
Dels 2 establiments comercials que hi havia el 2009, 1 era una botiga de més de 120 m² i 1 una botiga de menys de 120 m².
L'any 2000 a Valmondois hi havia 3 explotacions agrícoles que ocupaven un total de 345 hectàrees.

## Equipaments sanitaris i escolars
El 2009 hi havia una escola elemental.

## Poblacions més properes
El següent diagrama mostra les poblacions més properes.